# Ubuntu Unity
 (avril 2022).
Si vous disposez d'ouvrages ou d'articles de référence ou si vous connaissez des sites web de qualité traitant du thème abordé ici, merci de compléter l'article en donnant les références utiles à sa vérifiabilité et en les liant à la section « Notes et références ».
Ubuntu Unity est un système d'exploitation GNU/Linux et une variante de la distribution Ubuntu. Il utilise l'environnement de bureau Unity. La première version est la 20.04 LTS, elle est sortie le 7 mai 2020.
Il est une version officielle depuis 2022.

## Historique
À l'origine, l'environnement de bureau Unity était inclus dans Ubuntu (à partir de la version 11.04) et développé par Canonical. Lors de la version 17.04, en avril 2017, Ubuntu bascule vers l'environnement de bureau GNOME 3, dont l'interface graphique est légèrement différente (ainsi que certaines fonctionnalités) malgré des adaptations réalisées par Canonical. Ce changement est controversé par certains utilisateurs attachés à Unity et des développeurs.
En 2020, Rudra Saraswat lance Ubuntu Unity (alors appelé Ubuntu Unity Remix puis Unubuntu). Après avoir questionné des utilisateurs, il met Unity 7 comme interface. Il inclut Nemo comme gestionnaire de fichiers à la place de GNOME Fichiers et LightDM comme gestionnaire d'affichage plutôt que GNOME Display.

## Applications
Quelques applications incluses par défaut dans Ubuntu Unity :
- Cheese comme application webcam
- CUPS comme système d'impression
- Visionneur de documents (Evince) comme lecteur de PDF
- Numériseur de documents (Simple Scan) comme scanneur optique
- Firefox comme navigateur web
- Geary comme client de messagerie
- GNOME Calendrier comme calendrier de bureau
- GNOME Disques comme gestionnaire de disques
- GNOME Fichiers (Nautilus) comme gestionnaire de fichiers
- GNOME Terminal comme émulateur de terminal
- GNOME Vidéos (Totem) comme lecteur vidéo
- GParted comme gestionnaire de partitions
- Visionneur d'images (Eyes of GNOME) comme lecteur d'images
- LibreOffice comme suite bureautique
- Nemo comme gestionnaire de fichiers
- PulseAudio comme contrôleur audio
- Remmina comme client de contrôle de bureau à distance
- Rhythmbox comme lecteur audio
- Shotwell comme gestionnaire de photos
- Éditeur de texte (gedit) comme éditeur de texte
- Thunderbird comme client de messagerie
- Transmission comme client BitTorrent
- Ubuntu Software (GNOME Software) comme système de gestion de paquets
- Unity Tweak Tool comme gestionnaire de paramètres

## Versions

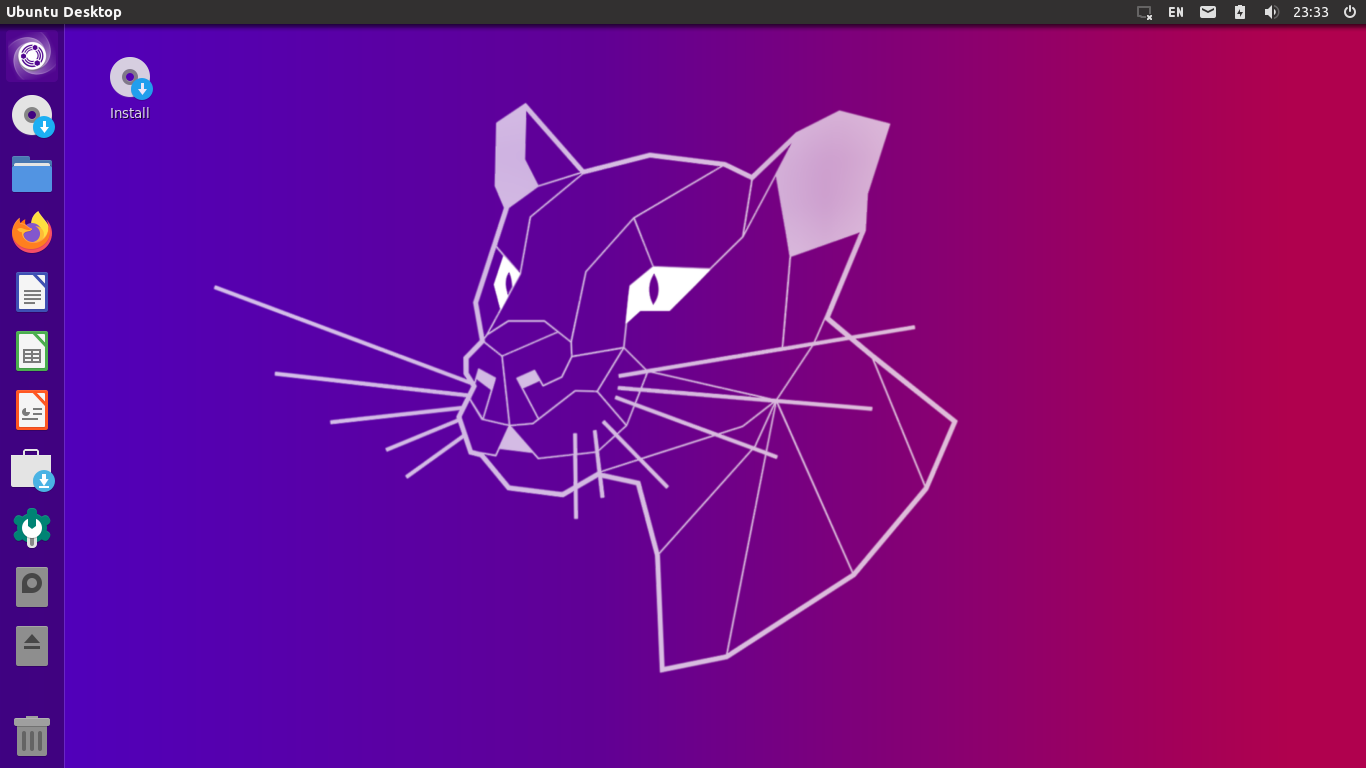
Ubuntu Unity 20.04 LTS
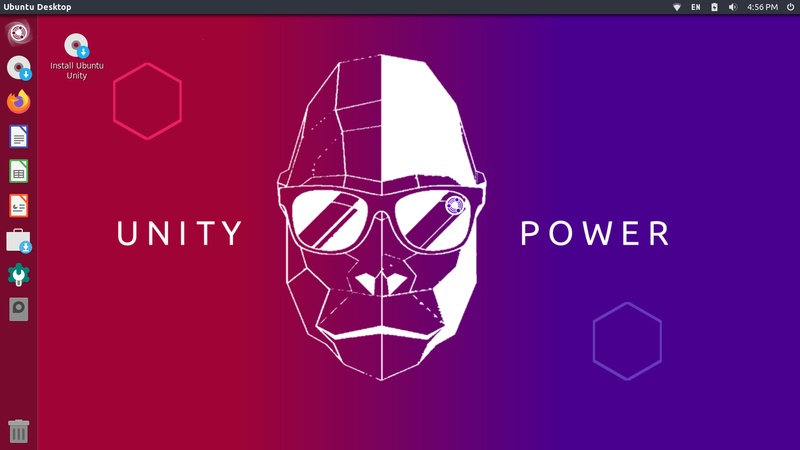
Ubuntu Unity 20.10
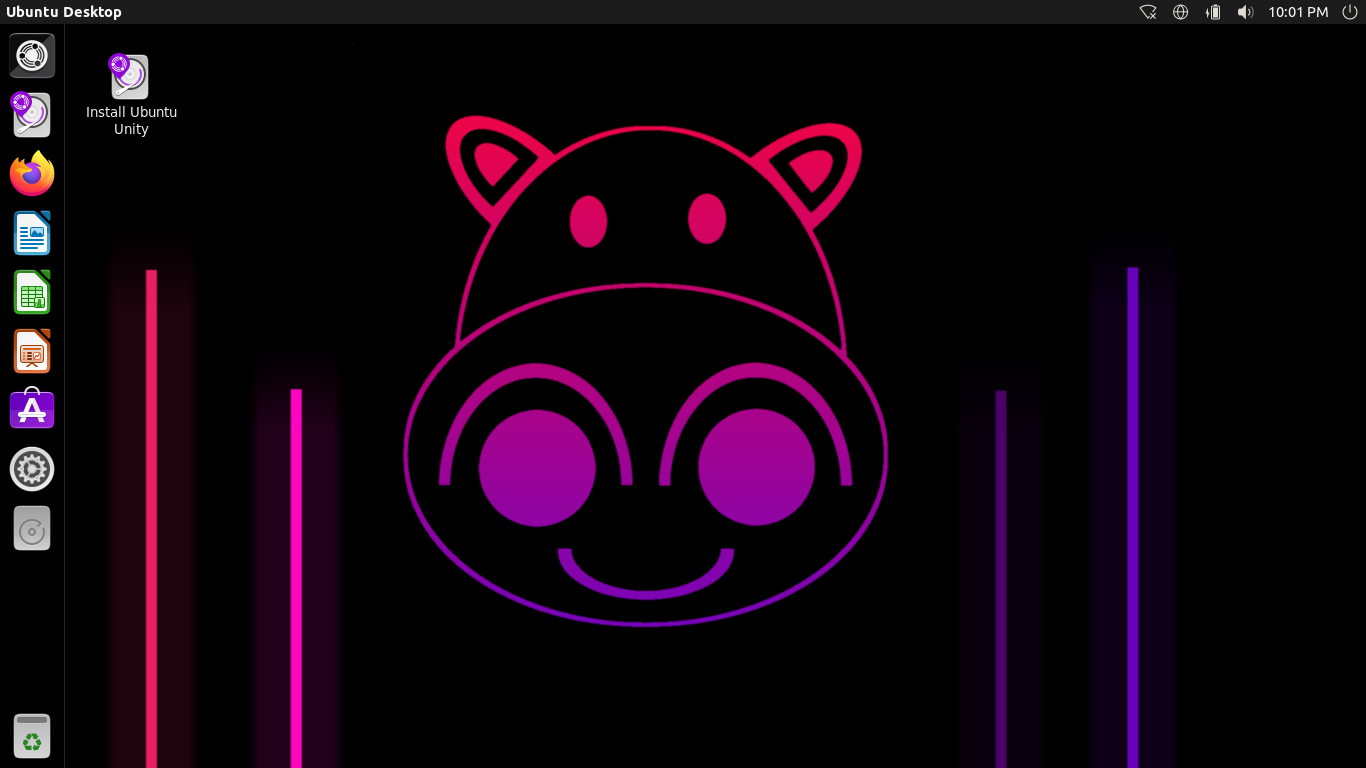
Ubuntu Unity 21.04
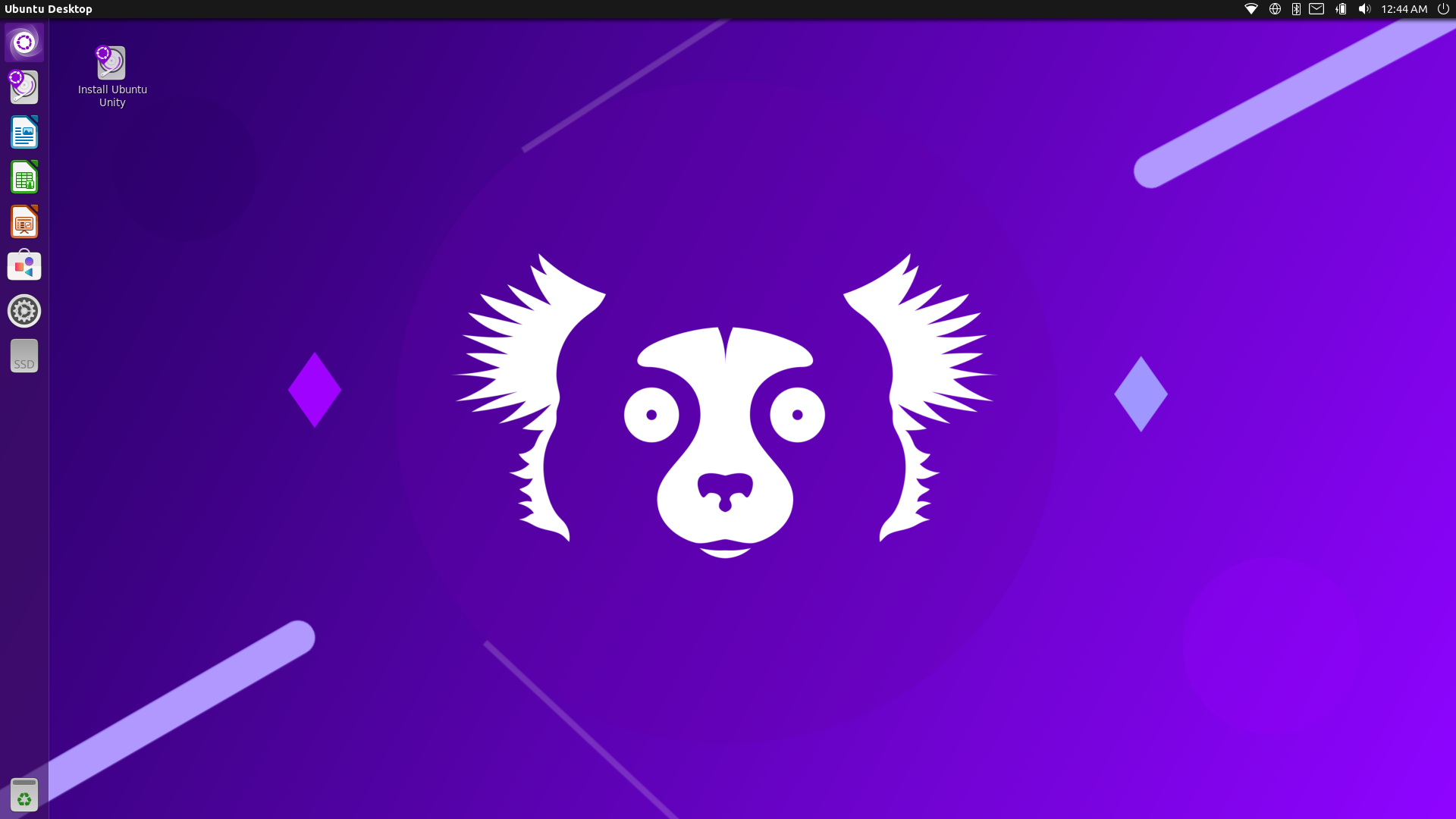
Ubuntu Unity 21.10
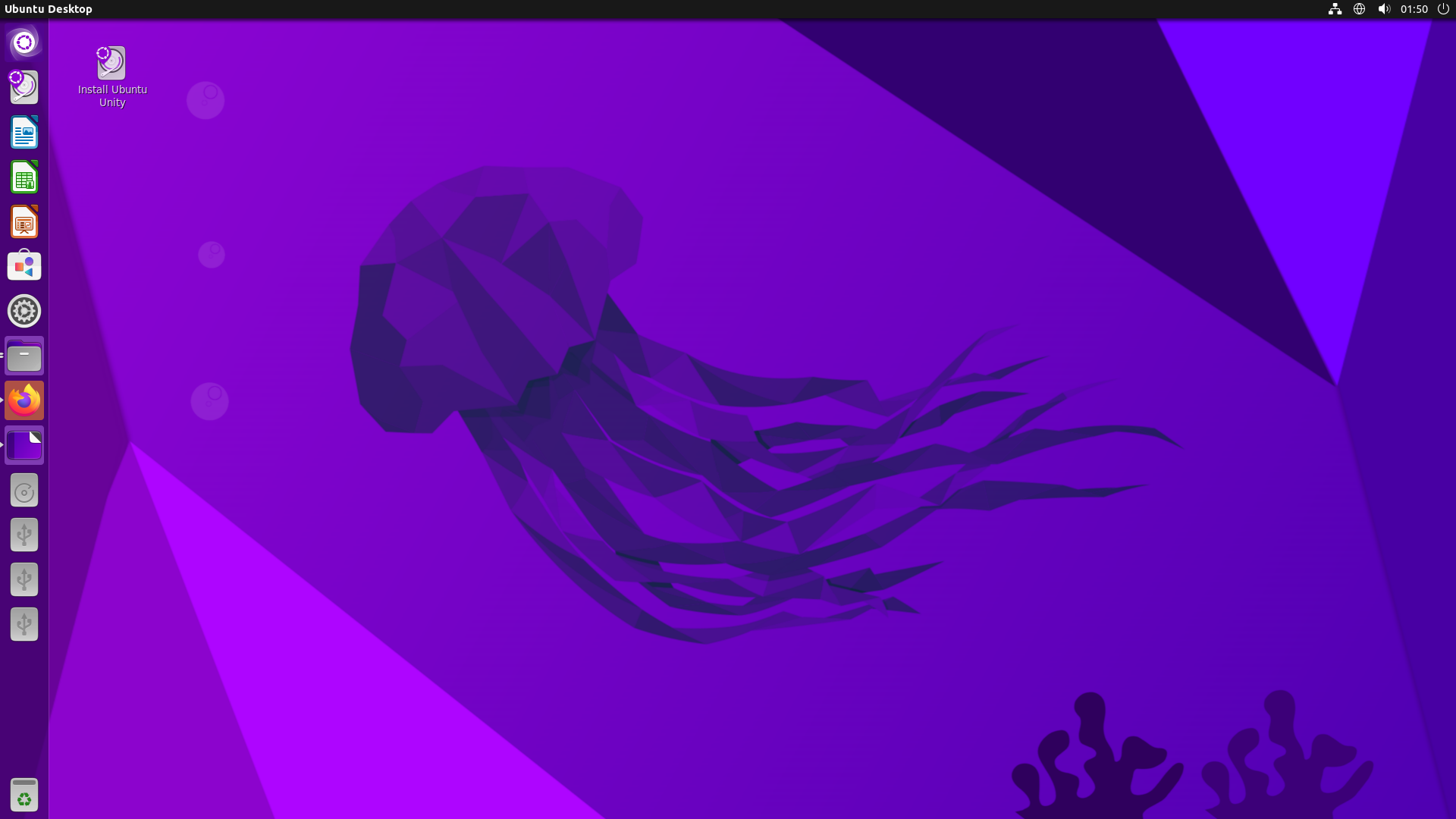
Ubuntu Unity 22.04 LTS
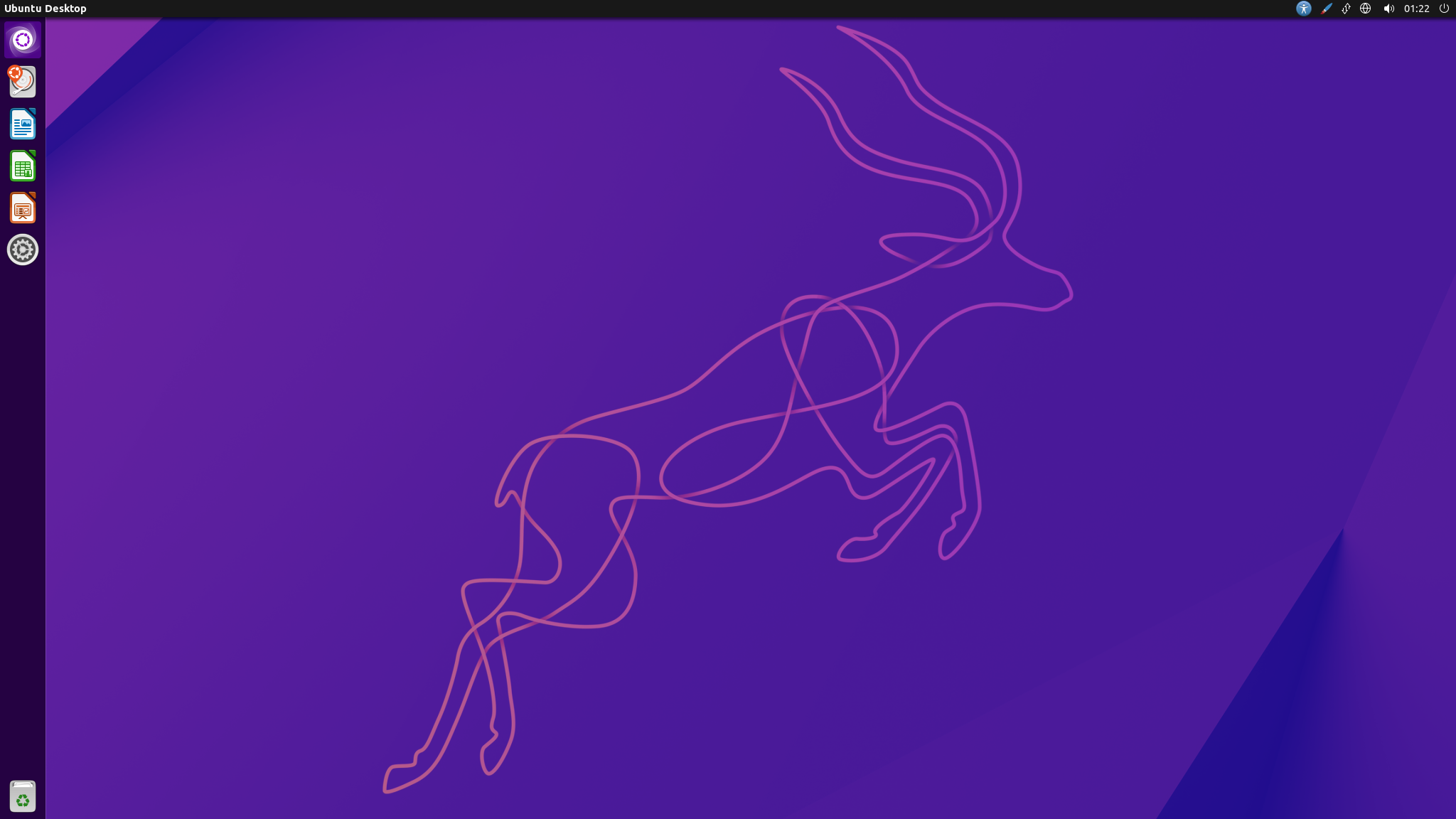
Ubuntu Unity 22.10
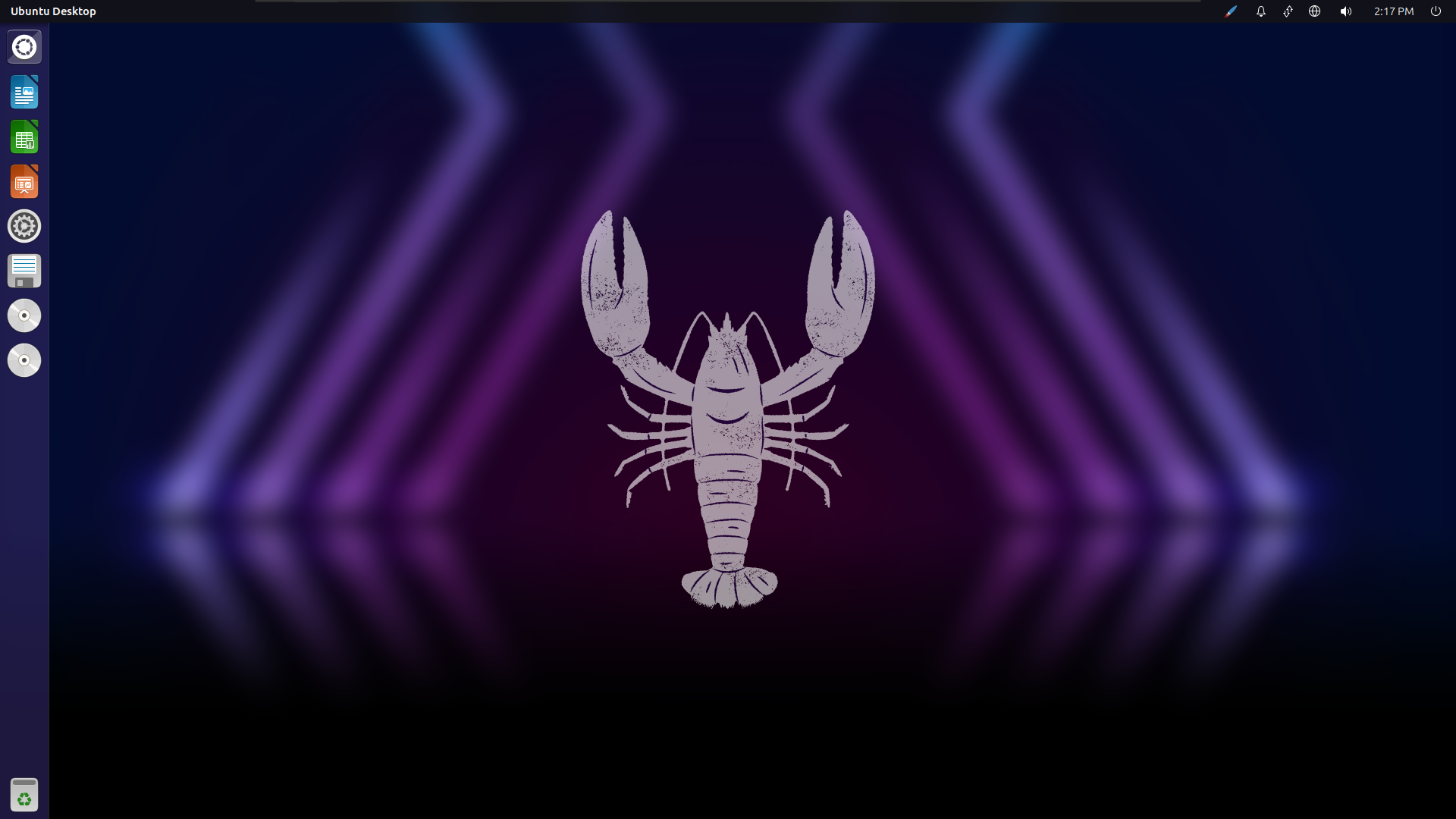
Ubuntu Unity 23.04
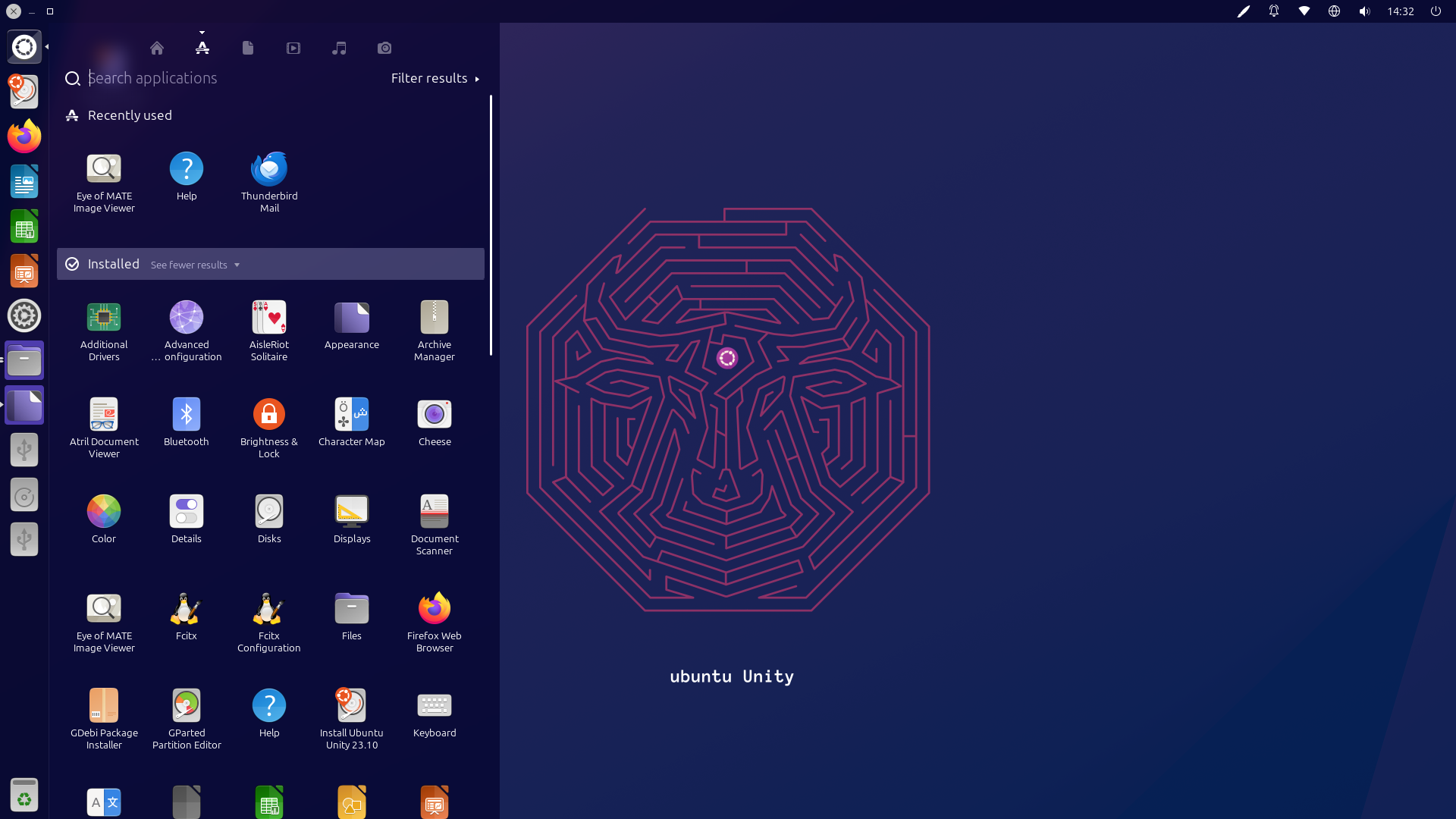
Ubuntu Unity 23.10
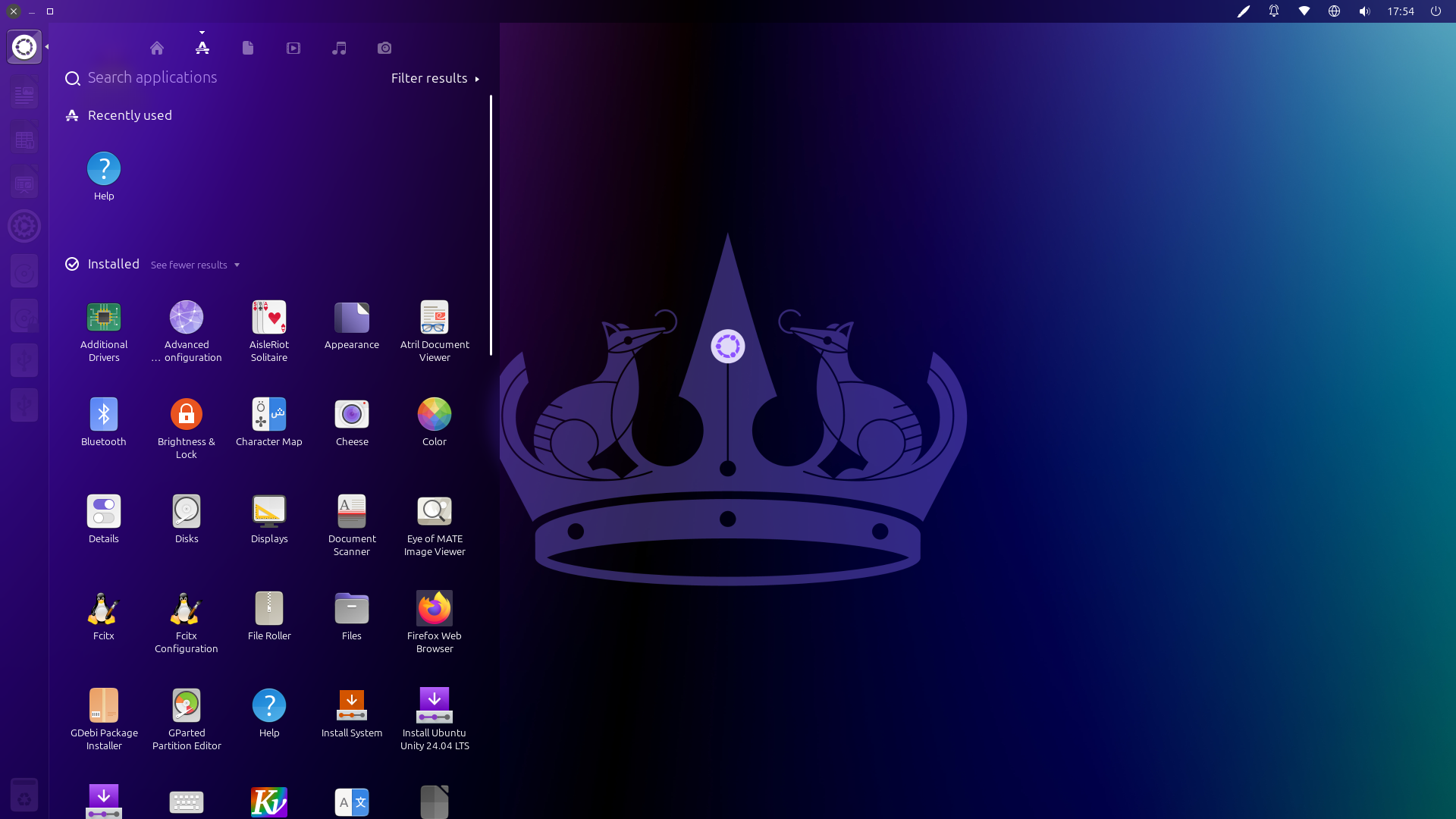
Ubuntu Unity 24.04 LTS
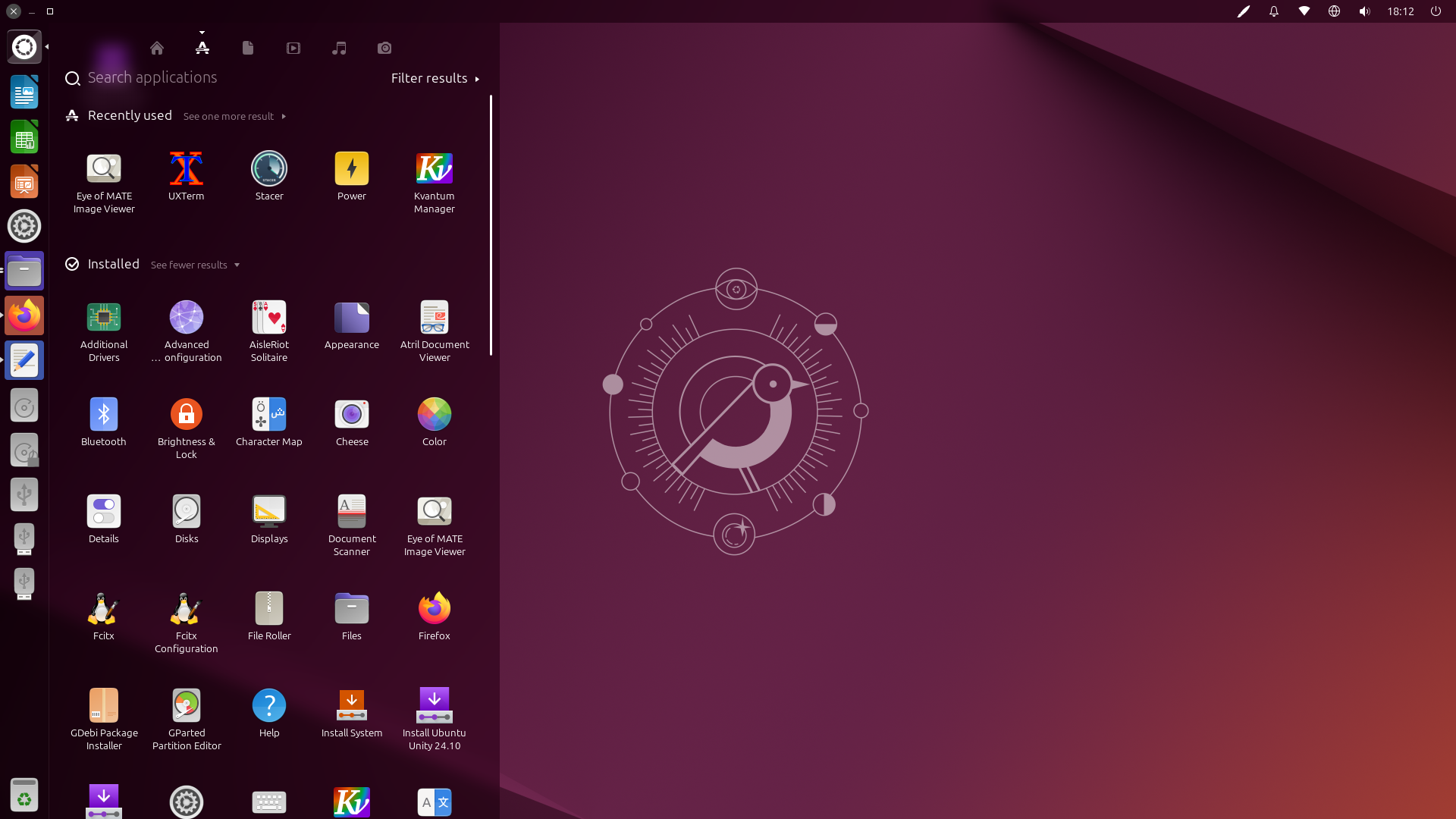
Ubuntu Unity 24.10
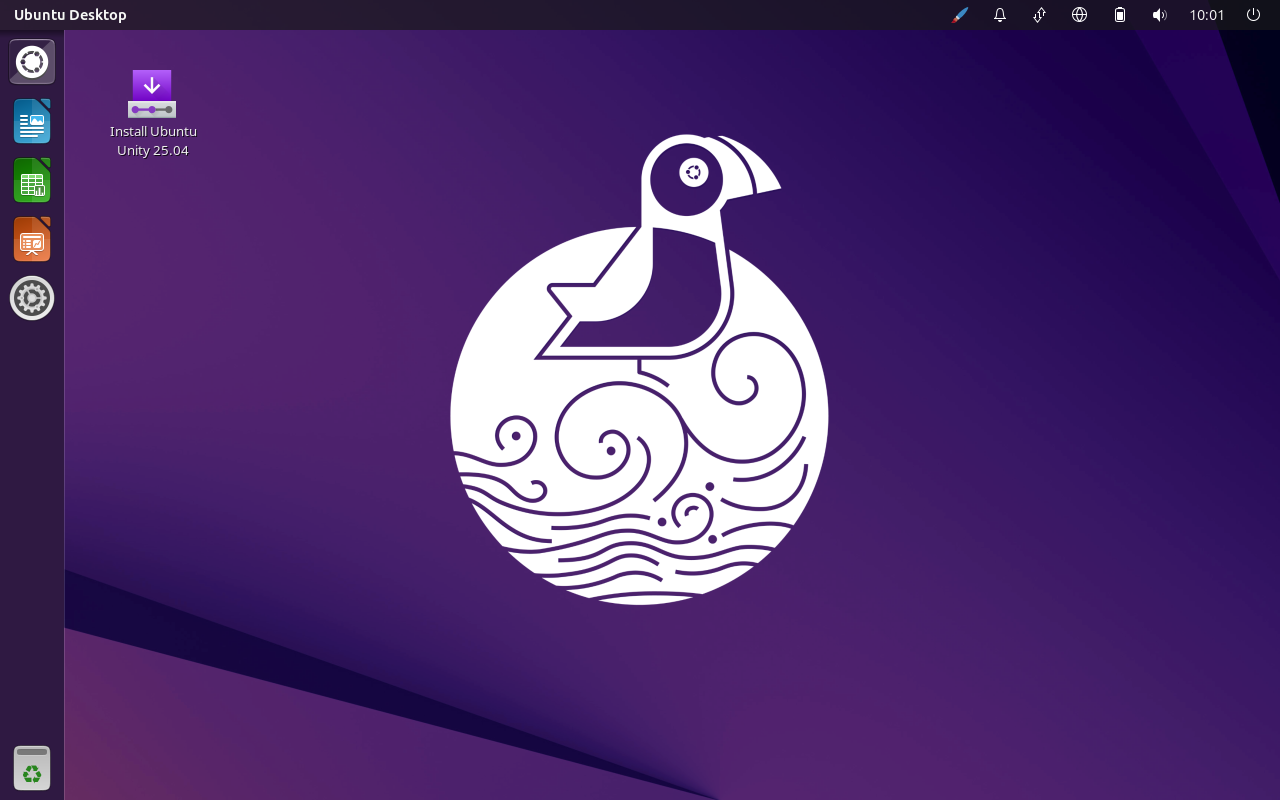
Ubuntu Unity 25.04

| Version   | Nom de code     | Nom de code en français | Date de publication | Pris en charge jusqu'à |
| --------- | --------------- | ----------------------- | ------------------- | ---------------------- |
| 20.04 LTS | Focal Fossa     | Fossa Focal             | 7 Mai 2020          | Avril 2025             |
| 20.10     | Groovy Gorilla  | Gorille Sensationelle   | 22 Octobre 2020     | Juillet 2021           |
| 21.04     | Hirsute Hippo   | Hippopotame Hirsute     | 22 Avril 2021       | Janvier 2022           |
| 21.10     | Impish Indri    | Indri Espiègle          | 14 Octobre 2021     | Juillet 2022           |
| 22.04 LTS | Jammy Jellyfish | Méduse Chanceuse        | 21 Avril 2022       | Avril 2027             |
| 22.10     | Kinetic Kudu    | Koudou Cinétique        | 20 Octobre 2022     | Juillet 2023           |
| 23.04     | Lunar Lobster   | Homard Lunaire          | 20 Avril 2023       | Janvier 2024           |
| 23.10     | Mantic Minotaur | Minotaure Mantique      | 12 Octobre 2023     | Juillet 2024           |
| 24.04 LTS | Noble Numbat    | Numbat Noble            | 25 Avril 2024       | Avril 2029             |
| 24.10     | Oracular Oriol  | Loriot Oraculaire       | 10 Octobre 2024     | Juillet 2025           |
| 25.04     | Plucky Puffin   | Macareux Courageux      | 17 Avril 2025       | Janvier 2026           |
| 25.10     | Questing Quokka | Quokka En Quête         | Octobre 2025        | Juillet 2026           |